# Jurij Dehteriow
Jurij Witalijowycz Dehteriow, ukr. Юрій Віталійович Дегтерьов (do 1970 – Дегтярьов), ros. Юрий Витальевич Дегтерёв (Дегтярёв), Jurij Witaljewicz Diegtieriow (Diegtiariow) (ur. 5 października 1948 w Stalinie (obecnie Donieck), zm. 9 października 2022 tamże) – ukraiński piłkarz, grający na pozycji bramkarza, reprezentant Związku Radzieckiego, trener piłkarski.

## Kariera piłkarska

### Kariera klubowa
W 1961 rozpoczął treningi w Szachtarze Donieck. Najpierw występował w drużynie rezerwowej, a od 1967 w pierwszym zespole. Pozostał wierny swojemu klubowi przez całą karierę, mimo propozycji przejścia do moskiewskiego Dynama, składanych przez Lwa Jaszyna. Pełnił funkcję kapitana drużyny. W 1983 zakończył karierę w wieku 35 lat.

### Kariera reprezentacyjna
Jako zawodnik juniorskiej reprezentacji ZSRR zdobył mistrzostwo Europy U-18 w 1966 i 1967. 1 sierpnia 1968 w meczu towarzyskim ze Szwecją zadebiutował w pierwszej reprezentacji ZSRR, ale na stałe trafił do niej dopiero w 1977. Ogółem rozegrał 17 meczów w barwach Sbornej.

## Kariera zawodowa i trenerska
Bo zakończeniu kariery piłkarskiej studiował w Wyższej Szkole Milicji, po ukończeniu której pracował w wydziałach antykorupcyjnym i kryminalnym. Odszedł na emeryturę w stopniu pułkownika. W latach 2001–2002 pracował jako trener bramkarzy Szachtara Donieck.

## Sukcesy i odznaczenia

### Sukcesy klubowe
- wicemistrz ZSRR: 1975, 1979
- brązowy medalista Mistrzostw ZSRR: 1978
- zdobywca Pucharu ZSRR: 1980

### Sukcesy reprezentacyjne
- mistrz Europy U-18: 1966, 1967

### Sukcesy indywidualne
- 3.miejsce w nominacji na najlepszego piłkarza Mistrzostw ZSRR (według magazynu Futbol-Hokej): 1977
- najlepszy bramkarz Mistrzostw ZSRR (według magazynu Ogoniok): 1977
- 5-krotnie wybrany do listy 33 najlepszych piłkarzy ZSRR: nr 1 (1977), nr 3 (1968, 1976, 1978, 1979)
- wybrany do listy 11 najlepszych debiutantów Wyższej Ligi ZSRR (według magazynu Smiena): 1968
- członek Klubu Jewhena Rudakowa: 148 meczów na "0"
- członek Klubu Lwa Jaszyna: 148 meczów na "0"

### Odznaczenia
- tytuł Mistrza Sportu ZSRR: 1966
- tytuł Mistrza Sportu Klasy Międzynarodowej: 1967